# The Uplift Mofo Party Plan
Albums de Red Hot Chili Peppers
Freaky Styley
(1985) Mother's Milk
(1989)
The Uplift Mofo Party Plan est le troisième album des Red Hot Chili Peppers, sorti en 1987. C'est le seul album réalisé par le groupe dans sa composition originale — à savoir Anthony Kiedis au chant, Michael Balzary à la basse, Hillel Slovak à la guitare et Jack Irons à la batterie. Slovak succombe à une overdose d'héroïne neuf mois après la sortie de l'album.
L'album est controversé au moment de sa sortie en raison de ses paroles au contenu explicite. La chanson Party On Your Pussy dû être renommée Special Secret Song Inside sous la pression du groupe Parents Music Resource Center, le contenu sexuel des paroles étant jugé inacceptable. Dans la version remasterisée de l'album sortie en 2003, la chanson retrouve son titre original.
Mais cette controverse ne perturbe pas la réussite de cet album qui marque le premier véritable succès du groupe après les échecs successifs de Red Hot Chili Peppers et Freaky Styley. L'album se vend à 3 millions d'exemplaires contre moins de 1 million pour les deux premiers. Il est également le premier à faire son entrée dans le Billboard Top 200 même s'il ne dépassera jamais la 147e place[réf. nécessaire].
La présence de la chanson Fight Like a Brave sur la bande originale du jeu vidéo Tony Hawk's Pro Skater 3, sorti en 2001, confirme que The Uplift Mofo Party Plan marque le début de la reconnaissance pour les Red Hot Chili Peppers.

## Fiche technique

### Liste des titres
Toutes les chansons sont écrites et composées par Anthony Kiedis, Flea, Hillel Slovak et Jack Irons, sauf mention contraire.
| The Uplift Mofo Party Plan | The Uplift Mofo Party Plan                                                | The Uplift Mofo Party Plan                                                        | The Uplift Mofo Party Plan | The Uplift Mofo Party Plan | The Uplift Mofo Party Plan | The Uplift Mofo Party Plan | The Uplift Mofo Party Plan | The Uplift Mofo Party Plan | The Uplift Mofo Party Plan |
| No                         | Titre                                                                     | Auteur                                                                            | Durée                      |                            |                            |                            |                            |                            |                            |
| -------------------------- | ------------------------------------------------------------------------- | --------------------------------------------------------------------------------- | -------------------------- | -------------------------- | -------------------------- | -------------------------- | -------------------------- | -------------------------- | -------------------------- |
| 1.                         | Fight Like a Brave (29 septembre 1987)                                    |                                                                                   | 3:53                       |                            |                            |                            |                            |                            |                            |
| 2.                         | Funky Crime                                                               |                                                                                   | 3:00                       |                            |                            |                            |                            |                            |                            |
| 3.                         | Me and My Friends                                                         |                                                                                   | 3:09                       |                            |                            |                            |                            |                            |                            |
| 4.                         | Backwoods                                                                 |                                                                                   | 3:08                       |                            |                            |                            |                            |                            |                            |
| 5.                         | Skinny Sweaty Man                                                         |                                                                                   | 1:16                       |                            |                            |                            |                            |                            |                            |
| 6.                         | Behind the Sun                                                            | Anthony Kiedis, Flea, Hillel Slovak, Jack Irons, Cliff Martinez, Michael Beinhorn | 4:40                       |                            |                            |                            |                            |                            |                            |
| 7.                         | Subterranean Homesick Blues                                               | Bob Dylan                                                                         | 2:34                       |                            |                            |                            |                            |                            |                            |
| 8.                         | Party On Your Pussy (Special Secret Song Inside sur la version originale) |                                                                                   | 3:16                       |                            |                            |                            |                            |                            |                            |
| 9.                         | No Chump Love Sucker                                                      |                                                                                   | 2:42                       |                            |                            |                            |                            |                            |                            |
| 10.                        | Walkin' on Down the Road                                                  |                                                                                   | 3:49                       |                            |                            |                            |                            |                            |                            |
| 11.                        | Love Trilogy                                                              |                                                                                   | 2:42                       |                            |                            |                            |                            |                            |                            |
| 12.                        | Organic Anti-Beat Box Band                                                |                                                                                   | 4:10                       |                            |                            |                            |                            |                            |                            |
| 37:50                      |                                                                           |                                                                                   |                            |                            |                            |                            |                            |                            |                            |

| Format vinyle | Format vinyle                                                                                         | Format vinyle                                                                     | Format vinyle | Format vinyle | Format vinyle | Format vinyle | Format vinyle | Format vinyle | Format vinyle |
| No            | Titre                                                                                                 | Auteur                                                                            | Durée         |               |               |               |               |               |               |
| ------------- | --- | --------------------------------------------------------------------------------- | ------------- | ------------- | ------------- | ------------- | ------------- | ------------- | ------------- |
| A1.           | Fight Like a Brave (29 septembre 1987)                                                                |                                                                                   | 3:53          |               |               |               |               |               |               |
| A2.           | Funky Crime                                                                                           |                                                                                   | 3:00          |               |               |               |               |               |               |
| A3.           | Me and My Friends                                                                                     |                                                                                   | 3:09          |               |               |               |               |               |               |
| A4.           | Backwoods                                                                                             |                                                                                   | 3:08          |               |               |               |               |               |               |
| A5.           | Skinny Sweaty Man                                                                                     |                                                                                   | 1:16          |               |               |               |               |               |               |
| A6.           | Behind the Sun                                                                                        | Anthony Kiedis, Flea, Hillel Slovak, Jack Irons, Cliff Martinez, Michael Beinhorn | 4:40          |               |               |               |               |               |               |
| B1.           | Subterranean Homesick Blues                                                                           | Bob Dylan                                                                         | 2:34          |               |               |               |               |               |               |
| B2.           | Party On Your Pussy (titre censuré sur la version originale, remplacé par Special Secret Song Inside) |                                                                                   | 3:16          |               |               |               |               |               |               |
| B3.           | No Chump Love Sucker                                                                                  |                                                                                   | 2:42          |               |               |               |               |               |               |
| B4.           | Walkin' on Down the Road                                                                              |                                                                                   | 3:49          |               |               |               |               |               |               |
| B5.           | Love Trilogy                                                                                          |                                                                                   | 2:42          |               |               |               |               |               |               |
| B6.           | Organic Anti-Beat Box Band                                                                            |                                                                                   | 4:10          |               |               |               |               |               |               |
| 37:50         | |                                                                                   |               |               |               |               |               |               |               |

| Version remasterisée de 2003 | Version remasterisée de 2003           | Version remasterisée de 2003                                                      | Version remasterisée de 2003 | Version remasterisée de 2003 | Version remasterisée de 2003 | Version remasterisée de 2003 | Version remasterisée de 2003 | Version remasterisée de 2003 | Version remasterisée de 2003 |
| No                           | Titre                                  | Auteur                                                                            | Durée                        |                              |                              |                              |                              |                              |                              |
| ---------------------------- | -------------------------------------- | --------------------------------------------------------------------------------- | ---------------------------- | ---------------------------- | ---------------------------- | ---------------------------- | ---------------------------- | ---------------------------- | ---------------------------- |
| 13.                          | Behind the Sun (démo instrumentale)    | Anthony Kiedis, Flea, Hillel Slovak, Jack Irons, Cliff Martinez, Michael Beinhorn | 4:40                         |                              |                              |                              |                              |                              |                              |
| 14.                          | Me and My Friends (démo instrumentale) |                                                                                   | 3:09                         |                              |                              |                              |                              |                              |                              |
| 7:49                         |                                        |                                                                                   |                              |                              |                              |                              |                              |                              |                              |